# العملات المعدنية الإيرانية

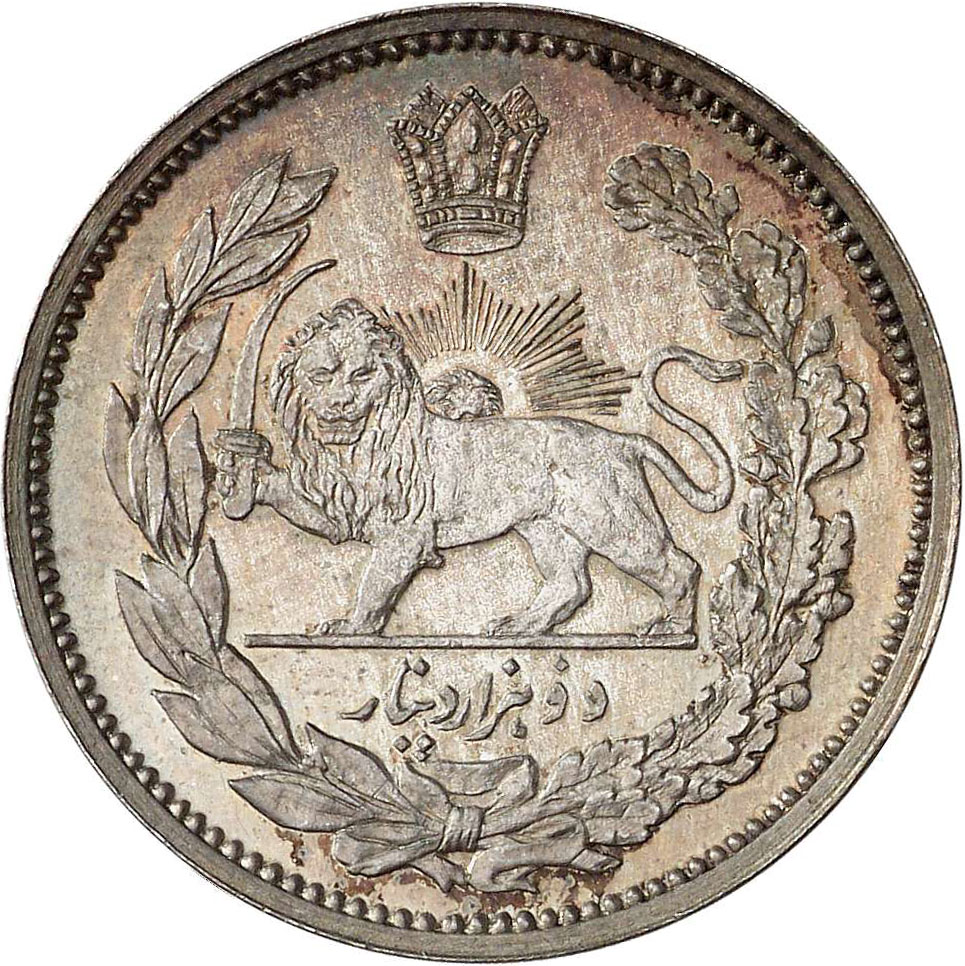
عملة معدنية بقيمة 2000 دينار تعادل2 قرآن (فترة حكم محمد علي شاه قاجار)

العملات المعدنية الإيرانية هي جزء من العملة الوطنية الإيرانية، وتشير إلى جميع العملات المعدنية التي تم صكها وانتشرت في جميع السلالات والأسر الحاكمة في الأراضي الإيرانية سواء كانوا إيرانين أو الأجانب الذين حكموا حتى وقتنا الحاضر جزء صغير من إيران أو جميع الأراضي الإيرانية الحالية.
العملة المعدنية هي قطعة معدنية ذات وزن معين منقوش عليها الشعار الرسمي أو اسم الدولة أو الحكومة والتي تلتزم بوزنها وقيمتها وسعرها.
تصنع العملات المعدنية من المعادن المختلفة مثل الذهب والفضة وبعض السبائك مثل البرونز، والتي لا تزال مبادئها راسخة حتى الآن وبعد مرور 27 قرن من الزمان.

## صك العملات المعدنية
في إيران عادةً ما يتم ضرب العملات المعدنية بمطرقة، وكانت تلك هي الطريقة الأسهل لصك العملات. وقد تم العمل بتلك الطريقة لقرون والتي بدأت بنقش الجزء الخلفي للعملة بشكل معكوس ومنحوت على معدن قوي والذي عادةً ما يكون من الفولاذ، ووضعه في منتصف السندان، وبنفس الطريقة يتم نحت وجه العملة المعدنية على رأس قضيب فولاذي. وبعد تعيين معياير المعادن المناسبة وصهرها وجعلها في شكل سبائك، تكسروتقطع وفقاً للوزن والقطر المطلوب، ثم يتم صهرها ويطرق عليها بالمطرقة لتكون في شكل العملة المعدنية. لم تنفرد بلادنا بتلك الطريقة لصك العملات، فقد تم العمل بهذه الطريقة في جميع انحاء العالم، بعد ذلك تم استخدام المكبس بشكل مبدئي، وبعد عام 1561م ومع اختراع آله صك العملات المعدنية في أوروبا راجت العملات المعدنية بمواصفات محددة. وذكر في يوميات الرحالة شاردن في وصف كيفية صك العملات في العصر الصفوي أن «يتم صك العملات الإيرانية بالمطرقة وليس لديهم علم بكيفية صنع السبائك». إن الوصف الذي تعطيه تذكرة الملوك عن المراحل التسع لصك العملة، أي المراحل التي يجب أن يمر بها المعدن النفيس ليصبح عملة معدنية، تعطيه قيمة كبيرة. لأنه لم يتحدث أي من شاردن والرحالة المعاصرين عن صك العملة في إيران. وقد احتوى كتاب تذكرة الملوك على فصل خاص بصك العملة في العصر الصفوي ودار المسكوكات (دار صك العملة). ووزارة المالية كان لديها مهام متعددة تتم بمعرفة الملك مثل عزل وتولية النحاتين، عمال التطريز، صاكك العملة، الضباط، الحرفيين، العمال والموظفين، ولا يحق لأحد من العاملين التدخل.
الأجهزة الهامة في دار المسكوكات هي:
1- آلة الصهر لتذويب وتنقية الذهب والفضة.
2- آلة قرص السك والتي تجعل المعادن على هيئة أقراص.
3- القوالب لجعل المعادن على هيئة سبائك.
4- المكابس لجعل السبائك في شكل صفائح ذات سمك معين.
5- آلة التقطيع وتستخدم لتقطيع الصفائح المعدنية.
6- آلة الضغط والتي تجعل القطع المعدنية المقطعة في شكل العملة المعدنية.
7- آلة التلميع لتنظيف أقراص الذهب والفضة.
8- آلة الغربلة وهذه تقوم بفصل الأقراص المعدنية الصغيرة لجعلها في الوزن المطلوب فيما بعد.
9- آلة الصك لتحويل الأقراص إلى عمل معدنية.
خلال العصرين الأفشاري والزندي وحتى منتصف العصر القاجاري، كان يتم صك العملة بشكل ضئيل وحتى عام 1282هـ حيث أمر ناصر الدين شاه بإستيراد آلة لصك العملة حديثة الطراز من فرنسا وبعد مرور 12 عام وبمساعدة المستشار اتريشي بدء عملها في عام 1294ه.
أكبر عملة في العالم هي العملة الذهبية الذي كتب عليها باللغة الفارسية، ومواصفاتها هي: يبلغ وزنها أكثر من 70 أونصة (أونصة= 31,1034768 جم) وقطرها 14/5 سم. كتب على العملة «لا إله إلا الله محمد رسول الله» وعبارة «ضرب دار الخلافة شاه جهان آباد1064» وفي حاشيتها ذلك الشعر
نور الإيمان من صدق أبي بكر
قوة الإسلام من عدل عمر
حداثة الدين من خجل وحياء عثمان
وتزينت الولاية بعلم علي
تلك العملة فريدة من نوعها وليس لها مثيل وهي الآن موجودة في متحف بريطانيا.
كما راجت العملات المعدنية المصنوعة من النيكل في إيران في عهد مظفرالدين شاه، وفي عام 1278 هـ.ش صدر قرار من بنك الإمبراطورية لصك 150 ألف تومان من النيكل.
وقد أستمر صك هذه العملات سنوياً في إيران منذ عام 1322 هـ.ق/1283هـ.ش.